# 氮化铥
氮化铥是一种无机化合物，化学式为TmN。它可由铥汞齐和氮气在高温反应制得，或由铥和氮气在高温反应得到。它和Tm2In在1220 K反应，生成(Tm3N)In。
它以立方晶系Fm3m空间群结晶，具有NaCl结构。